# Glédson Ribeiro dos Santos
Glédson Ribeiro dos Santos, vagy egyszerűen Glédson (Almenara, 1983. február 6. –), brazil labdarúgó, az Avaí kapusa.

## Sikerei, díjai
Santa Cruz
- Pernambuco kupa: 2008

Náutico
- Pernambuco kupa: 2011

Portuguesa
- Paulista-bajnokság (másodosztály): 2013

Campinense
- Paraibano-bajnokság: 2015, 2016

Avaí
- Santa Catarina-bajnokság: 2019